# Bahía de Buzzards

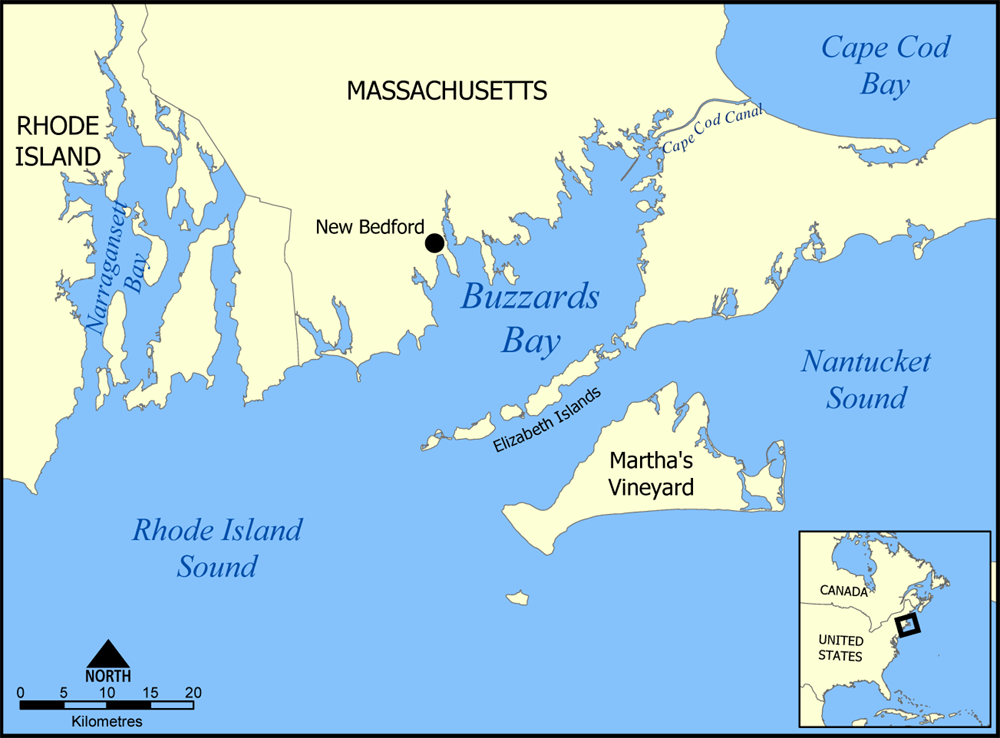
Mapa de la bahía de Buzzards (Buzzards Bay).

La bahía de Buzzards (en inglés Buzzards Bay) es una bahía del océano Atlántico, situada en Massachusetts, Estados Unidos. 
Tiene una longitud de 45 km y unha anchura máxima de 12 km. Es un destino muy popular para la pesca y la navegación deportivas. 
Desde 1914 está conectada a la bahía de Cabo Cod por el canal de Cabo Cod. 
En 1988, bajo la Clean Water Act (ley del auga limpia), la Agencia de Protección Ambiental de los Estados Unidos y el estado de Massachusetts la inscribieron en el programa nacional de los estuarios, con el título de "estuario de importancia nacional" amenazado pola contaminación, la ordenación del territorio ou el uso excesivo de los recursos.

## Geografía
Está rodeada por el sur por las Islas Elizabeth, el Cabo Cod al este y el continente al noroeste. Al suroeste, está conectada con el Estrecho de Rhode Island (Rhode Island Sound). Su puerto principal és la ciudad de New Bedford, que fue el principal puerto de caza de ballenas del mundo a principios del siglo XIX.